# 佩尔沃姆
佩尔沃姆（德語：Pellworm）是德国石勒苏益格－荷尔斯泰因州的一个市镇。总面积37.44平方公里，总人口1041人，其中男性466人，女性575人（2011年12月31日），人口密度28人/平方公里。